# Orlando Roa Barbosa
Orlando Roa Barbosa (Cali, 4 luglio 1958) è un arcivescovo cattolico colombiano, dal 29 maggio 2020 arcivescovo metropolita di Ibagué.

## Biografia
Ha compiuto gli studi ecclesiastici di Filosofia nel Seminario Maggiore di Garzón, e quelli teologici nel Seminario Maggiore di Ibagué. Ha ottenuto la Licenza in Teologia Dogmatica presso la Pontificia Università della Santa Croce a Roma e la Licenza in Filosofia e Scienze Religiose presso l’Universidad Católica de Oriente in Rionegro (Colombia).
Ha ricevuto l’ordinazione sacerdotale il 6 dicembre 1984 per l’arcidiocesi di Ibagué.
Come sacerdote ha svolto i seguenti incarichi: prefetto per la disciplina nel Seminario minore di Ibagué, delegato arcidiocesano per la pastorale giovanile e vocazionale, parroco di Santa Isabel de Hungría a Santa Isabel, parroco di Santa Gertrudis a Rovira, parroco di El Perpetuo Socorro a Ibagué, delegato arcidiocesano per la pastorale sacerdotale e rettore del Seminario maggiore arcidiocesano María Inmaculada.
Il 12 maggio 2012 è stato nominato vescovo titolare di Nasbinca e ausiliare di Ibagué. Ha ricevuto la consacrazione episcopale il 28 luglio successivo. Il 30 maggio 2015 è stato nominato vescovo di Espinal. Il 29 maggio 2020 è stato promosso arcivescovo metropolita di Ibagué.

## Genealogia episcopale
La genealogia episcopale è:
- Cardinale Scipione Rebiba
- Cardinale Giulio Antonio Santori
- Cardinale Girolamo Bernerio, O.P.
- Arcivescovo Galeazzo Sanvitale
- Cardinale Ludovico Ludovisi
- Cardinale Luigi Caetani
- Cardinale Ulderico Carpegna
- Cardinale Paluzzo Paluzzi Altieri degli Albertoni
- Papa Benedetto XIII
- Papa Benedetto XIV
- Papa Clemente XIII
- Cardinale Marcantonio Colonna
- Cardinale Giacinto Sigismondo Gerdil, B.
- Cardinale Giulio Maria della Somaglia
- Cardinale Carlo Odescalchi, S.I.
- Vescovo Eugène de Mazenod, O.M.I.
- Cardinale Joseph Hippolyte Guibert, O.M.I.
- Cardinale François-Marie-Benjamin Richard de la Vergne
- Cardinale Pietro Gasparri
- Cardinale Clemente Micara
- Cardinale Antonio Samorè
- Cardinale Aníbal Muñoz Duque
- Vescovo Joaquín García Ordóñez
- Arcivescovo Flavio Calle Zapata
- Arcivescovo Orlando Roa Barbosa